# Pleven-Pferd
Das Pleven-Pferd (auch: Plevenska) ist ein halbblütiges Reitpferd aus Bulgarien.
Hintergrundinformationen zur Pferdebewertung und -zucht finden sich unter: Exterieur, Interieur und Pferdezucht.

## Exterieur
Im Allgemeinen ist das Plevenska ein robustes und harmonisch proportioniertes Pferd im anglo-arabischen Typ, das in einem mittleren Rahmen steht und dem ungarischen Gidran ähnelt. Die Pferderasse ist sehr homogen.
Das Pleven-Pferd besitzt einen ausdrucksvollen, feinen Kopf mittlerer Größe, der mit einer geraden oder seltener leicht konkaven Nasenlinie, klaren, weit auseinanderstehenden Augen und weiten Nüstern versehen ist, arabischen Einfluss nicht verleugnen kann und einen gut entwickelten, leichten Übergang zum Hals aufweist. Dieser ist gut bemuskelt, mittellang und wohl geschwungen und ist relativ hoch und breit an der tiefen, breiten und runden Brust aufgesetzt. Die Schulter ist reitpferdetypisch lang und schräg, die Gurttiefe nicht bei allen Rassevertretern genügend. Der lange Widerrist mittlerer Höhe schließt an einen geraden, kurzen und breiten Rücken an. Die Verbindung zwischen der breiten, geraden Lende an die gut bemuskelte, leicht geneigte oder gerade Kruppe, die eine oft ungenügende Länge und eine gewisse Breite aufweist, wird gelobt. Der Schweif ist wie beim Arabischen Vollblut hoch angesetzt. Das nicht immer korrekt gestellte Fundament ist trocken und stark, mit klaren Gelenken und Sehnen sowie kurzen Röhrbeinen und kleinen, abriebfesten Hufen versehen. Das Langhaar ist spärlich, Kötenbehang nicht vorhanden.
Die Farbgebung betreffend, treten ausschließlich Füchse mit wenigen Abzeichen auf.
Das Stockmaß liegt um 160 cm, das Gewicht bei rund 570 kg.

## Mechanik

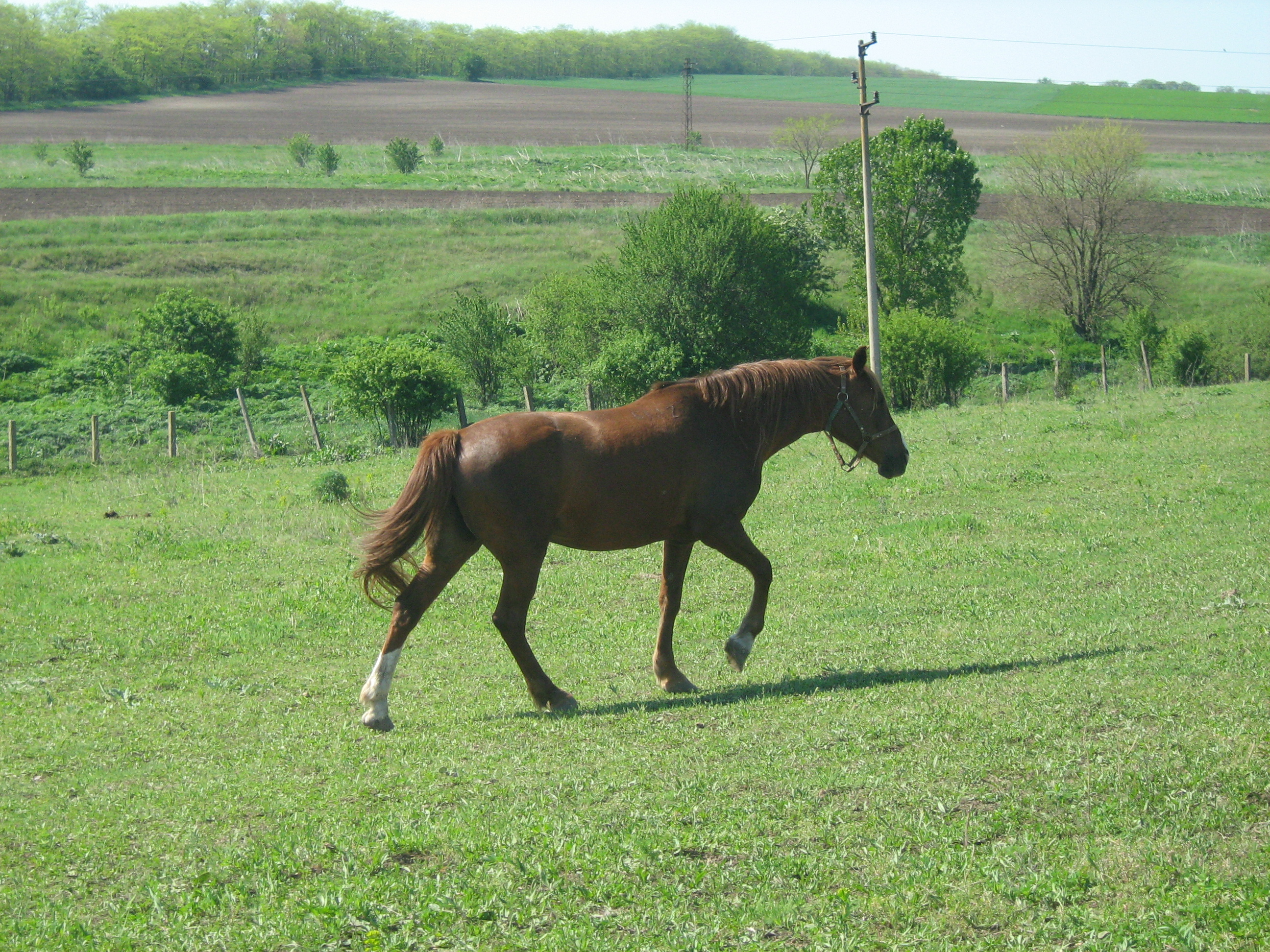
Bewegungsstudie

Die energischen, fleißigen Bewegungen sind raumgreifend, flach und leicht und werden als graziös beschrieben. Das Springvermögen ist befriedigend.

## Interieur
Das Pleven-Pferd besitzt ein lebhaftes und energisches Temperament, sein Charakter ist gutartig, ehrlich und willig. Zudem weist es eine große Härte, Ausdauer und Leistungsbereitschaft auf.

## Verwendung
Überwiegend findet der Pleven als Reit- und Sportpferd in verschiedene Disziplinen Verwendung, des Weiteren wird er auch als leichtes Fahrpferd eingesetzt.

## Zucht

### Geschichte
Das Plevenska, benannt nach einer Stadt Plewen im Norden Bulgariens, nahe dem Gestüt Georgi Dimitrow (früher Clementina genannt), entstand ab 1898 aus der Kreuzung von Stuten der Rassen Deliorman (einem mittlerweile ausgestorbenen bulgarischen Halblüter) und Anglo-Araber zuerst mit Streletsky-Araber-Hengsten (einer ausgestorbenen ukrainischen Pferderasse), später mit Gidran-, aber auch Arabischen Vollblut- und Anglo-Araber-Hengsten. Vereinzelt ist Nonius-Blut hinzugefügt worden.
Nach dieser anfänglichen Kreuzungsphase konsolidierte man die Rasse 20 Jahre lang durch In- und Linienzucht und Leistungsprüfungen. Um 1940 war die Konsolidierung abgeschlossen.
Später wurde die Rasse durch einzelne Englische Vollblüter veredelt.
Die Pferderasse wurde 1951 staatlich anerkannt. Das Zuchtbuch besteht seit 1959.

### Verbreitung
Gezüchtet wird das Plevenska überwiegend auf dem nordbulgarischen Gestüt Dimitrov nahe der Stadt Pleven, aber es existiert auch eine kleine Landeszucht. Verbreitet ist diese Rasse in ganz Bulgarien.

### Bestand
Laut des Domestic Animal Diversity Information System (kurz DAD-IS) der UN beläuft sich der zunehmende Bestand der Plevenska-Rasse auf rund 190 Exemplare (Stand: 2022).